# Final del Torneo Finalización 2017 (Colombia)
La final del Torneo Finalización 2017 de Colombia fue una serie de partidos de fútbol que se disputaron el 13 y 17 de diciembre de 2017 con el objetivo de definir al campeón de la octogésima sexta (86.a) edición de la Categoría Primera A, máxima categoría del fútbol profesional de Colombia.
Esta llave representó la última fase del torneo y en ella participaron los equipos tradicionales de Bogotá que protagonizan el Clásico bogotano, Millonarios y Santa Fe, en busca de la estrella de fin de año.
En esta fase, al igual que en las semifinales y los cuartos de final, la regla del gol de visitante no es tenida en cuenta como medida de desempate en caso de empate en goles ni habrán tiempos extras una vez finalizados los 180 minutos reglamentarios de la llave, sino que directamente se procederá a definir la llave por tiros desde el punto penal.
En el partido de vuelta será local el equipo con mejor puntaje acumulado del torneo (sumatoria de puntos obtenidos por cada equipo en las anteriores fases previo a la final). El ganador de esta llave y, en consecuencia, del campeonato obtuvo el derecho de disputar la Copa Libertadores 2018 desde su fase de grupos, y la Superliga de Colombia 2018. El subcampeón, ya por vía de reclasificación, jugará en la fase preliminar de la Copa Libertadores 2018.

## Estadio
Debido a que los dos equipos juegan como locales en el mismo escenario, los partidos de ida y vuelta se disputaron en el estadio Nemesio Camacho El Campín localizado sobre la Avenida NQS con Calle 57 en Bogotá.

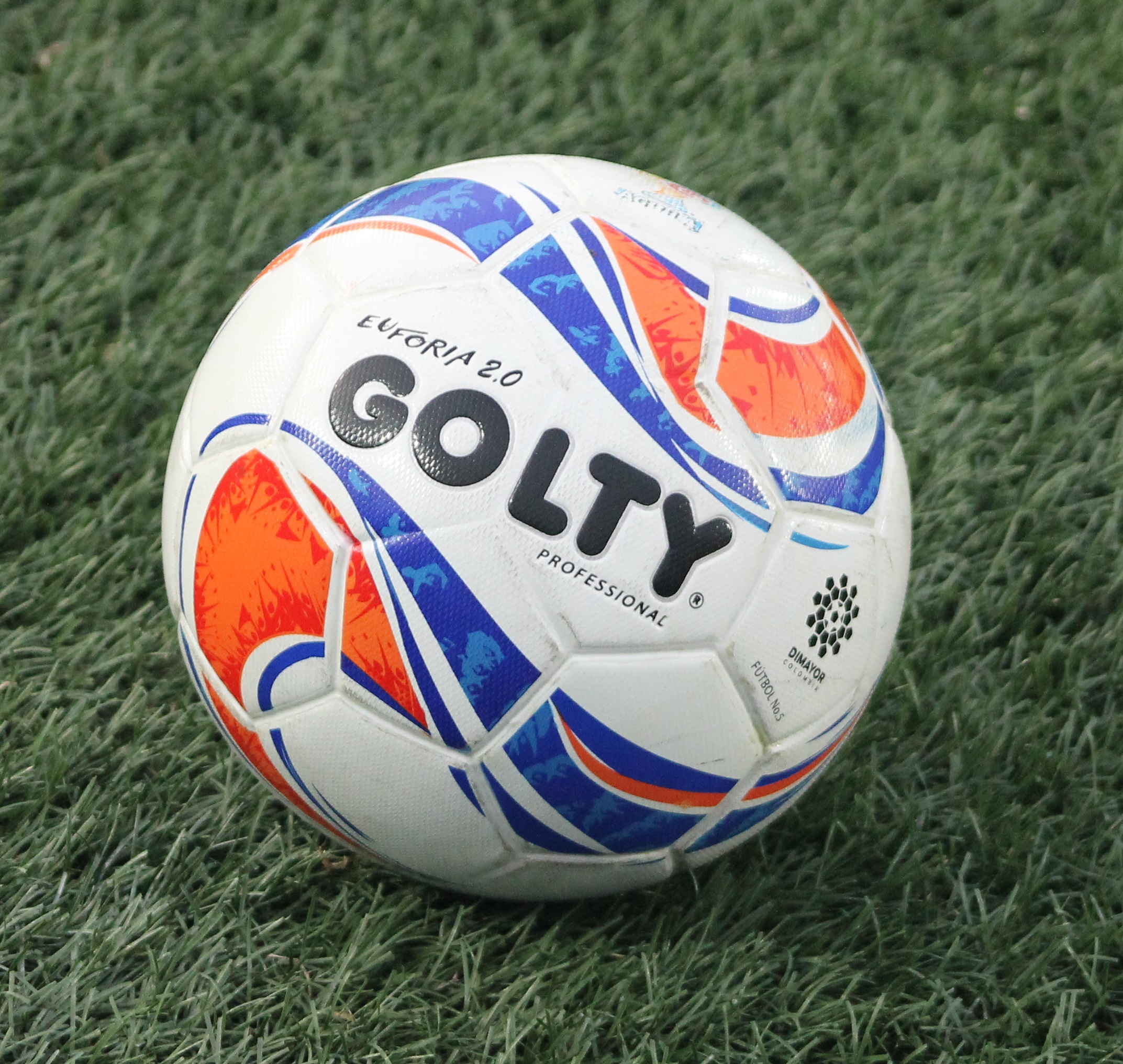
El balón Golty Euforia 2.0 con el que se jugó el Torneo Finalización 2017.

| Bogotá                            |
| --------------------------------- |
| Estadio Nemesio Camacho El Campín |
| Capacidad: 36.343                 |
|                                   |

## Rivalidad entre los equipos
Santa Fe y Millonarios protagonizan la rivalidad más añeja de una sola ciudad en el Fútbol Profesional Colombiano, ya que junto al Atlético Nacional son los únicos equipos que han disputado todas las temporadas de manera ininterrumpida desde la fundación del campeonato colombiano en 1948.
El primer duelo entre ambos tuvo lugar en el Estadio Nemesio Camacho El Campín, el 19 de septiembre de 1948 con victoria santafereña por 5-3 ante aproximadamente 25 mil espectadores que colmaron el escenario inaugurado en 1938.
Entre ambos clubes han ocurrido goleadas, el 6-0 de Millonarios a Santa Fe el 29 de junio de 1952, y más recientemente el 7-3 con el que se impuso Independiente Santa Fe el 23 de febrero de 1992.
Con el paso de los años la rivalidad tomó otra tonalidad con la llegada de las barras bravas al fútbol colombiano, generando incidentes de violencia dentro y fuera de El Campín durante las décadas de 1990 y 2000. El 1 de octubre de 2005 se jugó el 'clásico irrepetible', único duelo entre ambos que se jugó a puerta cerrada, el cual finalizó con triunfo de Santa Fe por 3-1.
| Enfrentamientos directos(1)                           | Enfrentamientos directos(1) | Enfrentamientos directos(1) | Enfrentamientos directos(1) | Enfrentamientos directos(1) | Enfrentamientos directos(1) | Enfrentamientos directos(1) | Enfrentamientos directos(1) | Enfrentamientos directos(1) |
| Torneo                                                | PJ                          | PGM                         | PE                          | PGS                         | GolM                        | GolS                        | DGM                         | DGS                         |
| ----------------------------------------------------- | --------------------------- | --------------------------- | --------------------------- | --------------------------- | --------------------------- | --------------------------- | --------------------------- | --------------------------- |
| Primera A                                             | 291                         | 115                         | 99                          | 77                          | 438                         | 355                         | 83                          | -83                         |
| Copa Colombia                                         | 14                          | 4                           | 6                           | 4                           | 18                          | 20                          | -2                          | 2                           |
| Superliga                                             | 2                           | 0                           | 0                           | 2                           | 1                           | 3                           | -2                          | 2                           |
| Copa Libertadores                                     | 2                           | 0                           | 1                           | 1                           | 1                           | 2                           | -1                          | 1                           |
| Total                                                 | 309                         | 119                         | 106                         | 84                          | 458                         | 380                         | 78                          | -78                         |
| (1)Solo se tienen en cuenta datos previos a la final. |                             |                             |                             |                             |                             |                             |                             |                             |

Con la llegada de los torneos cortos al fútbol colombiano, Bogotá tuvo una notable ampliación en sus equipos de fútbol a partir de la ausencia de títulos de ambos, con el ascenso del Chicó Fútbol Club, que por falta de apoyo debió mudarse a Tunja en 2005, y el ascenso de La Equidad en 2006.
Sin embargo, el clásico capitalino mantuvo su tradición y fue finalmente en el año 2012 en el que el 'primer campeón' volvió a ganar un título luego de 37 años en el Torneo Apertura 2012 superando al Deportivo Pasto, y en el campeonato siguiente (Finalización 2012) los 'embajadores' rompieron su sequía de 24 años al vencer al Independiente Medellín, para recuperar el protagonismo en el fútbol colombiano.

## Antecedentes
Esta fue la primera final que disputaron 'embajadores' y 'cardenales', por la Primera A, ya que si bien habían sido campeón y subcampeón en el mismo año, nunca habían disputado una serie de ida y vuelta por el título. Esos títulos y subtítulos tuvieron lugar en las temporadas 1958, 1963 y 1975.
Cabe señalar que una sola vez el duelo entre ambos equipos definió al título de campeón de la Primera A sin que fuera una final directa. Ocurrió en la temporada 1978 cuando Millonarios ganó 3-1 en la última fecha del cuadrangular final, en el que también participaron Santa Fe, Deportivo Cali y Atlético Nacional.
Sin embargo, la única vez que el clásico definió un título en duelo de eliminación directa, fue en la Superliga de Colombia del año 2013 coronándose campeón Independiente Santa Fe.
Millonarios ha ganado quince títulos de la primera división siendo estos en: 1949, 1951, 1952, 1953, 1959, 1961, 1962, 1963, 1964, 1972, 1978, 1987, 1988, 2012-II, que había sido la final más reciente por Liga para el equipo 'azul'.
Por su parte el Santa Fe ha ganado más títulos en los torneos cortos, logrando un total de nueve títulos, tres de ellos después del 2012: 1948, 1958, 1960, 1966, 1971, 1975, 2012-I, 2014-II, 2016-II.
Los clubes tienen una fuerte rivalidad en el clásico bogotano, donde se han enfrentado por la Primera A en 290 ocasiones, con saldo favorable a Millonarios con 115 triunfos por 76 de Santa Fe con 99 empates; 438 goles a favor de los 'azules', y 354 para los 'rojos'.

## Camino a la final

### Millonarios
| Fecha                                                                             | Fase             | Estadio                                   | Local                  | Resultado | Visitante           |
| --------------------------------------------------------------------------------- | ---------------- | ----------------------------------------- | ---------------------- | --------- | ------------------- |
| 8 de julio de 2017                                                                | Fecha 1          | Estadio Atanasio Girardot, Medellín       | Independiente Medellín | 1 – 1     | Millonarios         |
| 16 de julio de 2017                                                               | Fecha 2          | Estadio Nemesio Camacho El Campín, Bogotá | Millonarios            | 0 – 1     | Santa Fe            |
| 20 de julio de 2017                                                               | Fecha 3          | Estadio Alfonso López, Bucaramanga        | Atl. Bucaramanga       | 1 – 3     | Millonarios         |
| 23 de julio de 2017                                                               | Fecha 4          | Estadio Nemesio Camacho El Campín, Bogotá | Millonarios            | 1 – 1     | Rionegro Águilas    |
| 30 de julio de 2017                                                               | Fecha 5          | Estadio Manuel Murillo Toro, Ibagué       | Deportes Tolima        | 1 – 1     | Millonarios         |
| 6 de agosto de 2017                                                               | Fecha 6          | Estadio Nemesio Camacho El Campín, Bogotá | Millonarios            | 1 – 2     | Junior              |
| 12 de agosto de 2017                                                              | Fecha 7          | Estadio Metropolitano de Techo, Bogotá    | La Equidad             | 0 – 1     | Millonarios         |
| 17 de agosto de 2017                                                              | Fecha 8          | Estadio Nemesio Camacho El Campín, Bogotá | Millonarios            | 1 – 0     | Jaguares de Córdoba |
| 20 de agosto de 2017                                                              | Fecha 9          | Estadio Olímpico Pascual Guerrero, Cali   | América de Cali        | 0 – 0     | Millonarios         |
| 27 de agosto de 2017                                                              | Fecha 10         | Estadio Nemesio Camacho El Campín, Bogotá | Santa Fe               | 1 – 0     | Millonarios         |
| 2 de septiembre de 2017                                                           | Fecha 11         | Estadio Nemesio Camacho El Campín, Bogotá | Millonarios            | 1 – 0     | Alianza Petrolera   |
| 16 de septiembre de 2017                                                          | Fecha 12         | Estadio Atanasio Girardot, Medellín       | Atlético Nacional      | 3 – 2     | Millonarios         |
| 24 de septiembre de 2017                                                          | Fecha 13         | Estadio Nemesio Camacho El Campín, Bogotá | Millonarios            | 1 – 0     | Deportivo Pasto     |
| 29 de septiembre de 2017                                                          | Fecha 14         | Estadio Nemesio Camacho El Campín, Bogotá | Millonarios            | 1 – 0     | Envigado F.C.       |
| 12 de noviembre de 2017                                                           | Fecha 15         | Estadio Guillermo Plazas Alcid, Neiva     | Atlético Huila         | 0 – 0     | Millonarios         |
| 22 de octubre de 2017                                                             | Fecha 16         | Estadio Nemesio Camacho El Campín, Bogotá | Millonarios            | 2 – 0     | Once Caldas         |
| 29 de octubre de 2017                                                             | Fecha 17         | Estadio Olímpico Pascual Guerrero, Cali   | Cortuluá               | 0 – 2     | Millonarios         |
| 2 de noviembre de 2017                                                            | Fecha 18         | Estadio Nemesio Camacho El Campín, Bogotá | Millonarios            | 1 – 1     | Tigres F.C.         |
| 5 de noviembre de 2017                                                            | Fecha 19         | Estadio de La Independencia, Tunja        | Patriotas Boyacá       | 1 – 2     | Millonarios         |
| 18 de noviembre de 2017                                                           | Fecha 20         | Estadio Nemesio Camacho El Campín, Bogotá | Millonarios            | 5 – 1     | Deportivo Cali      |
| Millonarios clasificó a cuartos de final en el cuarto puesto de la clasificación. |                  |                                           |                        |           |                     |
| 25 de noviembre de 2017                                                           | Cuartos de final | Estadio Metropolitano de Techo, Bogotá    | La Equidad             | 1 – 1     | Millonarios         |
| 29 de noviembre de 2017                                                           | Cuartos de final | Estadio Nemesio Camacho El Campín, Bogotá | Millonarios            | 2 – 1     | La Equidad          |
| Millonarios clasificó a semifinal con marcador global de 3-2.                     |                  |                                           |                        |           |                     |
| 7 de diciembre de 2017                                                            | Semifinales      | Estadio Olímpico Pascual Guerrero, Cali   | América de Cali        | 1 – 2     | Millonarios         |
| 10 de diciembre de 2017                                                           | Semifinales      | Estadio Nemesio Camacho El Campín, Bogotá | Millonarios            | 0 – 0     | América de Cali     |
| Millonarios clasificó a la final con marcador global de 2-1.                      |                  |                                           |                        |           |                     |

|  |                         |
|  | Triunfo de Millonarios. |
|  | Empate.                 |
|  | Derrota de Millonarios. |

### Santa Fe
| Fecha                                                                           | Fase             | Estadio                                      | Local                  | Resultado | Visitante           |
| ------------------------------------------------------------------------------- | ---------------- | -------------------------------------------- | ---------------------- | --------- | ------------------- |
| 9 de julio de 2017                                                              | Fecha 1          | Estadio Nemesio Camacho El Campín, Bogotá    | Santa Fe               | 1 – 0     | Atlético Nacional   |
| 16 de julio de 2017                                                             | Fecha 2          | Estadio Nemesio Camacho El Campín, Bogotá    | Millonarios            | 0 – 1     | Santa Fe            |
| 19 de julio de 2017                                                             | Fecha 3          | Estadio Nemesio Camacho El Campín, Bogotá    | Santa Fe               | 2 – 0     | Envigado F.C.       |
| 22 de julio de 2017                                                             | Fecha 4          | Estadio Guillermo Plazas Alcid, Neiva        | Atlético Huila         | 0 – 2     | Santa Fe            |
| 30 de julio de 2017                                                             | Fecha 5          | Estadio Nemesio Camacho El Campín, Bogotá    | Santa Fe               | 3 – 2     | Once Caldas         |
| 7 de agosto de 2017                                                             | Fecha 6          | Estadio Olímpico Pascual Guerrero, Cali      | Cortuluá               | 0 – 1     | Santa Fe            |
| 13 de agosto de 2017                                                            | Fecha 7          | Estadio Nemesio Camacho El Campín, Bogotá    | Santa Fe               | 0 – 1     | Tigres F.C.         |
| 16 de agosto de 2017                                                            | Fecha 8          | Estadio de La Independencia, Tunja           | Patriotas Boyacá       | 0 – 0     | Santa Fe            |
| 19 de agosto de 2017                                                            | Fecha 9          | Estadio Nemesio Camacho El Campín, Bogotá    | Santa Fe               | 2 – 0     | Deportivo Cali      |
| 27 de agosto de 2017                                                            | Fecha 10         | Estadio Nemesio Camacho El Campín, Bogotá    | Santa Fe               | 1 – 0     | Millonarios         |
| 3 de septiembre de 2017                                                         | Fecha 11         | Estadio Atanasio Girardot, Medellín          | Independiente Medellín | 0 – 1     | Santa Fe            |
| 17 de agosto de 2017                                                            | Fecha 12         | Estadio Nemesio Camacho El Campín, Bogotá    | Santa Fe               | 1 – 0     | Deportivo Pasto     |
| 23 de septiembre de 2017                                                        | Fecha 13         | Estadio Alfonso López, Bucaramanga           | Atl. Bucaramanga       | 2 – 1     | Santa Fe            |
| 30 de septiembre de 2017                                                        | Fecha 14         | Estadio Alberto Grisales, Rionegro           | Rionegro Águilas       | 2 – 1     | Santa Fe            |
| 25 de octubre de 2017                                                           | Fecha 15         | Estadio Nemesio Camacho El Campín, Bogotá    | Santa Fe               | 1 – 1     | Deportes Tolima     |
| 21 de octubre de 2017                                                           | Fecha 16         | Estadio Roberto Meléndez, Barranquilla       | Junior                 | 0 – 1     | Santa Fe            |
| 29 de octubre de 2017                                                           | Fecha 17         | Estadio Nemesio Camacho El Campín, Bogotá    | Santa Fe               | 0 – 0     | La Equidad          |
| 1 de noviembre de 2017                                                          | Fecha 18         | Estadio Jaraguay, Montería                   | Jaguares de Córdoba    | 2 – 2     | Santa Fe            |
| 5 de noviembre de 2017                                                          | Fecha 19         | Estadio Nemesio Camacho El Campín, Bogotá    | Santa Fe               | 0 – 0     | América de Cali     |
| 18 de noviembre de 2017                                                         | Fecha 20         | Estadio Daniel Villa Zapata, Barrancabermeja | Alianza Petrolera      | 0 – 0     | Santa Fe            |
| Santa Fe clasificó a cuartos de final en el segundo puesto de la clasificación. |                  |                                              |                        |           |                     |
| 26 de noviembre de 2017                                                         | Cuartos de final | Estadio Jaraguay, Montería                   | Jaguares de Córdoba    | 0 – 0     | Santa Fe            |
| 30 de noviembre de 2017                                                         | Cuartos de final | Estadio Nemesio Camacho El Campín, Bogotá    | Santa Fe               | 4 – 1     | Jaguares de Córdoba |
| Santa Fe clasificó a la semifinal con marcador global de 4-1.                   |                  |                                              |                        |           |                     |
| 6 de diciembre de 2017                                                          | Semifinales      | Estadio Manuel Murillo Toro, Ibagué          | Deportes Tolima        | 0 – 1     | Santa Fe            |
| 9 de diciembre de 2017                                                          | Semifinales      | Estadio Nemesio Camacho El Campín, Bogotá    | Santa Fe               | 1 – 1     | Deportes Tolima     |
| Santa Fe clasificó a la final con marcador global de 2-1.                       |                  |                                              |                        |           |                     |

|  |                      |
|  | Triunfo de Santa Fe. |
|  | Empate.              |
|  | Derrota de Santa Fe. |

### Estadísticas previas
A continuación se encuentran tabuladas las estadísticas de Independiente Santa Fe y Millonarios en las fases previas a la final: todos contra todos, cuartos de final y semifinales:
| Equipos     | PJ | PG | PE | PP | GF | GC | Dif. | Pts. | Rend.  |
| ----------- | -- | -- | -- | -- | -- | -- | ---- | ---- | ------ |
| Santa Fe    | 24 | 13 | 8  | 3  | 27 | 12 | 15   | 47   | 65,21% |
| Millonarios | 24 | 12 | 8  | 4  | 31 | 17 | 14   | 44   | 61,11% |

- Pts=Puntos; PJ=Partidos jugados; G=Partidos ganados; E=Partidos empatados; P=Partidos perdidos; GF=Goles a favor; GC=Goles en contra; Dif=Diferencia de gol; Rend=Porcentaje de rendimiento.

## Desarrollo

### Partido de ida

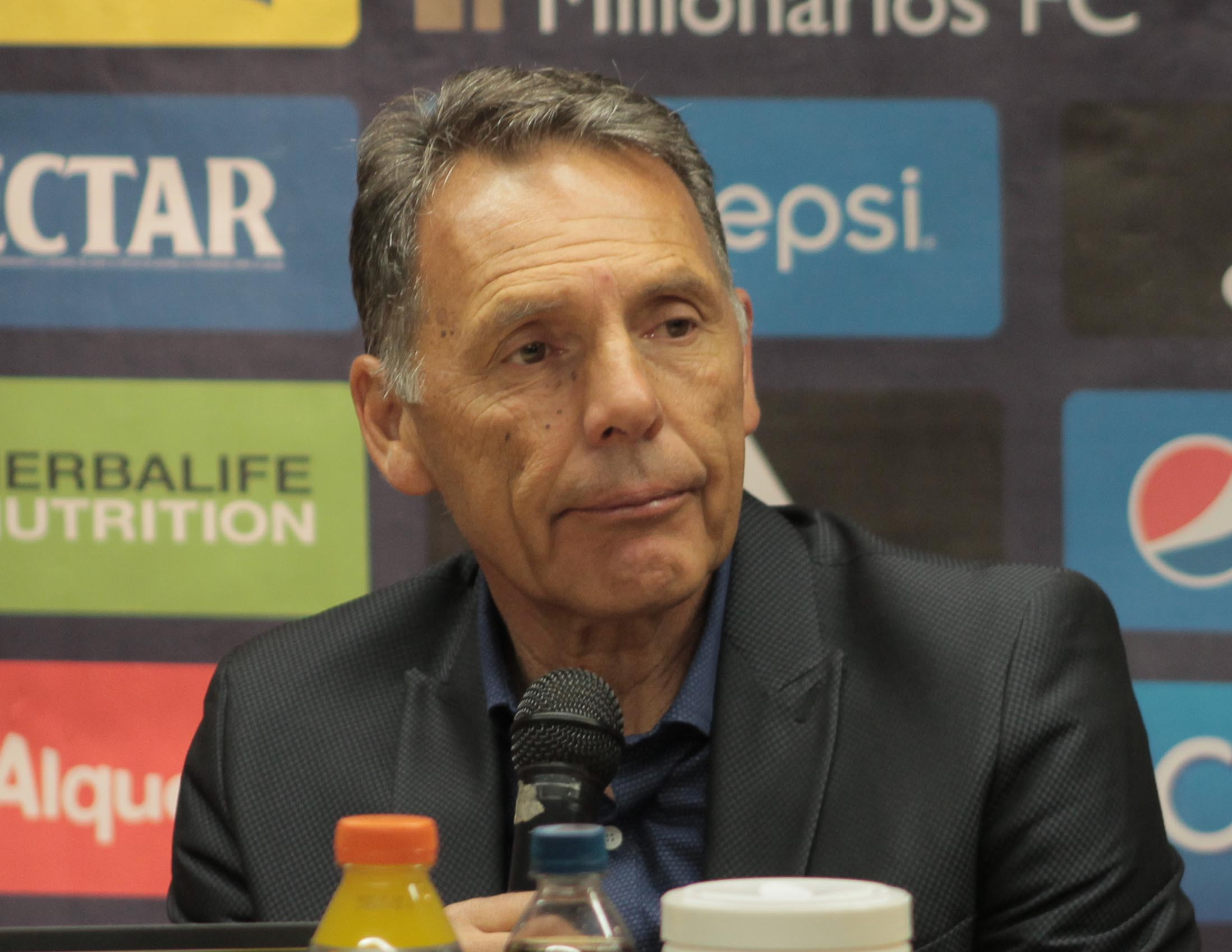
El argentino Miguel Ángel Russo, técnico de Millonarios.

| 27    | POR   | Nicolás Vikonis              |  |
| 18    | DEF   | Jair Palacios                |  |
| 24    | DEF   | Matías De Los Santos         |  |
| 5     | DEF   | Andrés Cadavid               |  |
| 14    | DEF   | Felipe Banguero              |  |
| 23    | MED   | David Macalister Silva       |  |
| 20    | MED   | Juan Guillermo Domínguez 89' |  |
| 22    | MED   | Jhon Duque                   |  |
| 13    | MED   | Harold Santiago Mosquera     |  |
| 9     | DEL   | Duvier Riascos 83'           |  |
| 7     | DEL   | Ayron del Valle 78'          |  |
| D. T. | D. T. | Miguel Ángel Russo           |  |

| 1     | POR   | Róbinson Zapata       |  |
| 2     | DEF   | Víctor Giraldo        |  |
| 15    | DEF   | Héctor Urrego         |  |
| 6     | DEF   | William Tesillo       |  |
| 23    | DEF   | Dairon Mosquera       |  |
| 17    | MED   | Juan Daniel Roa       |  |
| 30    | MED   | Yeison Gordillo       |  |
| 14    | MED   | Baldomero Perlaza 70' |  |
| 11    | DEL   | Anderson Plata        |  |
| 19    | DEL   | Wilson Morelo 70'     |  |
| 20    | DEL   | Jhon Pajoy 45'        |  |
| D. T. | D. T. | Gregorio Pérez        |  |

| 32 | DEL | Christian Huérfano | 78' |
| 21 | DEL | Jader Valencia     | 83' |
| 2  | DEF | Anier Figueroa     | 89' |

| 5  | DEF | Juan David Valencia | 45' |
| 10 | MED | Omar Pérez          | 70' |
| 9  | DEL | Humberto Osorio     | 70' |

| 32' | Matías De Los Santos | 1-0 |

| 15' · 90+3' | Andrés Cadavid Jader Valencia |

| 15' · 65' · 72' | Héctor Urrego Anderson Plata Dairon Mosquera |

| Principal  | Luis Sánchez   |
| Asistentes | Eduardo Díaz   |
|            | Sebastián Vela |
| Cuarto     | Hervin Otero   |

|  |                    |       |       |
|  | Tiros              | 12    | 9     |
|  | Tiros a puerta     | 3     | 2     |
|  | Faltas             | 16    | 18    |
|  | Saques de esquina  | 4     | 5     |
|  | Fueras de juego    | 2     | 0     |
|  | Posesión del balón | 49,4% | 50,6% |

| 27    | POR   | Nicolás Vikonis              |  |
| 18    | DEF   | Jair Palacios                |  |
| 24    | DEF   | Matías De Los Santos         |  |
| 5     | DEF   | Andrés Cadavid               |  |
| 14    | DEF   | Felipe Banguero              |  |
| 23    | MED   | David Macalister Silva       |  |
| 20    | MED   | Juan Guillermo Domínguez 89' |  |
| 22    | MED   | Jhon Duque                   |  |
| 13    | MED   | Harold Santiago Mosquera     |  |
| 9     | DEL   | Duvier Riascos 83'           |  |
| 7     | DEL   | Ayron del Valle 78'          |  |
| D. T. | D. T. | Miguel Ángel Russo           |  |

| 1     | POR   | Róbinson Zapata       |  |
| 2     | DEF   | Víctor Giraldo        |  |
| 15    | DEF   | Héctor Urrego         |  |
| 6     | DEF   | William Tesillo       |  |
| 23    | DEF   | Dairon Mosquera       |  |
| 17    | MED   | Juan Daniel Roa       |  |
| 30    | MED   | Yeison Gordillo       |  |
| 14    | MED   | Baldomero Perlaza 70' |  |
| 11    | DEL   | Anderson Plata        |  |
| 19    | DEL   | Wilson Morelo 70'     |  |
| 20    | DEL   | Jhon Pajoy 45'        |  |
| D. T. | D. T. | Gregorio Pérez        |  |

| 32 | DEL | Christian Huérfano | 78' |
| 21 | DEL | Jader Valencia     | 83' |
| 2  | DEF | Anier Figueroa     | 89' |

| 5  | DEF | Juan David Valencia | 45' |
| 10 | MED | Omar Pérez          | 70' |
| 9  | DEL | Humberto Osorio     | 70' |

| 32' | Matías De Los Santos | 1-0 |

| 15' · 90+3' | Andrés Cadavid Jader Valencia |

| 15' · 65' · 72' | Héctor Urrego Anderson Plata Dairon Mosquera |

| Principal  | Luis Sánchez   |
| Asistentes | Eduardo Díaz   |
|            | Sebastián Vela |
| Cuarto     | Hervin Otero   |

|  |                    |       |       |
|  | Tiros              | 12    | 9     |
|  | Tiros a puerta     | 3     | 2     |
|  | Faltas             | 16    | 18    |
|  | Saques de esquina  | 4     | 5     |
|  | Fueras de juego    | 2     | 0     |
|  | Posesión del balón | 49,4% | 50,6% |

| 27    | POR   | Nicolás Vikonis              |  |
| 18    | DEF   | Jair Palacios                |  |
| 24    | DEF   | Matías De Los Santos         |  |
| 5     | DEF   | Andrés Cadavid               |  |
| 14    | DEF   | Felipe Banguero              |  |
| 23    | MED   | David Macalister Silva       |  |
| 20    | MED   | Juan Guillermo Domínguez 89' |  |
| 22    | MED   | Jhon Duque                   |  |
| 13    | MED   | Harold Santiago Mosquera     |  |
| 9     | DEL   | Duvier Riascos 83'           |  |
| 7     | DEL   | Ayron del Valle 78'          |  |
| D. T. | D. T. | Miguel Ángel Russo           |  |

| 1     | POR   | Róbinson Zapata       |  |
| 2     | DEF   | Víctor Giraldo        |  |
| 15    | DEF   | Héctor Urrego         |  |
| 6     | DEF   | William Tesillo       |  |
| 23    | DEF   | Dairon Mosquera       |  |
| 17    | MED   | Juan Daniel Roa       |  |
| 30    | MED   | Yeison Gordillo       |  |
| 14    | MED   | Baldomero Perlaza 70' |  |
| 11    | DEL   | Anderson Plata        |  |
| 19    | DEL   | Wilson Morelo 70'     |  |
| 20    | DEL   | Jhon Pajoy 45'        |  |
| D. T. | D. T. | Gregorio Pérez        |  |

| 32 | DEL | Christian Huérfano | 78' |
| 21 | DEL | Jader Valencia     | 83' |
| 2  | DEF | Anier Figueroa     | 89' |

| 5  | DEF | Juan David Valencia | 45' |
| 10 | MED | Omar Pérez          | 70' |
| 9  | DEL | Humberto Osorio     | 70' |

| 32' | Matías De Los Santos | 1-0 |

| 15' · 90+3' | Andrés Cadavid Jader Valencia |

| 15' · 65' · 72' | Héctor Urrego Anderson Plata Dairon Mosquera |

| Principal  | Luis Sánchez   |
| Asistentes | Eduardo Díaz   |
|            | Sebastián Vela |
| Cuarto     | Hervin Otero   |

|  |                    |       |       |
|  | Tiros              | 12    | 9     |
|  | Tiros a puerta     | 3     | 2     |
|  | Faltas             | 16    | 18    |
|  | Saques de esquina  | 4     | 5     |
|  | Fueras de juego    | 2     | 0     |
|  | Posesión del balón | 49,4% | 50,6% |

| 27    | POR   | Nicolás Vikonis              |  |
| 18    | DEF   | Jair Palacios                |  |
| 24    | DEF   | Matías De Los Santos         |  |
| 5     | DEF   | Andrés Cadavid               |  |
| 14    | DEF   | Felipe Banguero              |  |
| 23    | MED   | David Macalister Silva       |  |
| 20    | MED   | Juan Guillermo Domínguez 89' |  |
| 22    | MED   | Jhon Duque                   |  |
| 13    | MED   | Harold Santiago Mosquera     |  |
| 9     | DEL   | Duvier Riascos 83'           |  |
| 7     | DEL   | Ayron del Valle 78'          |  |
| D. T. | D. T. | Miguel Ángel Russo           |  |

| 1     | POR   | Róbinson Zapata       |  |
| 2     | DEF   | Víctor Giraldo        |  |
| 15    | DEF   | Héctor Urrego         |  |
| 6     | DEF   | William Tesillo       |  |
| 23    | DEF   | Dairon Mosquera       |  |
| 17    | MED   | Juan Daniel Roa       |  |
| 30    | MED   | Yeison Gordillo       |  |
| 14    | MED   | Baldomero Perlaza 70' |  |
| 11    | DEL   | Anderson Plata        |  |
| 19    | DEL   | Wilson Morelo 70'     |  |
| 20    | DEL   | Jhon Pajoy 45'        |  |
| D. T. | D. T. | Gregorio Pérez        |  |

| 32 | DEL | Christian Huérfano | 78' |
| 21 | DEL | Jader Valencia     | 83' |
| 2  | DEF | Anier Figueroa     | 89' |

| 5  | DEF | Juan David Valencia | 45' |
| 10 | MED | Omar Pérez          | 70' |
| 9  | DEL | Humberto Osorio     | 70' |

| 32' | Matías De Los Santos | 1-0 |

| 15' · 90+3' | Andrés Cadavid Jader Valencia |

| 15' · 65' · 72' | Héctor Urrego Anderson Plata Dairon Mosquera |

| Principal  | Luis Sánchez   |
| Asistentes | Eduardo Díaz   |
|            | Sebastián Vela |
| Cuarto     | Hervin Otero   |

|  |                    |       |       |
|  | Tiros              | 12    | 9     |
|  | Tiros a puerta     | 3     | 2     |
|  | Faltas             | 16    | 18    |
|  | Saques de esquina  | 4     | 5     |
|  | Fueras de juego    | 2     | 0     |
|  | Posesión del balón | 49,4% | 50,6% |

### Partido de vuelta
Con relación al partido anterior, los dos equipos repitieron la formación titular. La única novedad fue la ausencia de Jader Valencia en Millonarios por acumulación de tarjetas amarillas.
| 1     | POR   | Róbinson Zapata     |  |
| 2     | DEF   | Víctor Giraldo 69'  |  |
| 15    | DEF   | Héctor Urrego       |  |
| 6     | DEF   | William Tesillo     |  |
| 23    | DEF   | Dairon Mosquera     |  |
| 17    | MED   | Juan Daniel Roa     |  |
| 30    | MED   | Yeison Gordillo 75' |  |
| 14    | MED   | Baldomero Perlaza   |  |
| 11    | DEL   | Anderson Plata      |  |
| 19    | DEL   | Wilson Morelo       |  |
| 20    | DEL   | Jhon Pajoy 72'      |  |
| D. T. | D. T. | Gregorio Pérez      |  |

| 27    | POR   | Nicolás Vikonis              |  |
| 18    | DEF   | Jair Palacios                |  |
| 24    | DEF   | Matías De Los Santos         |  |
| 5     | DEF   | Andrés Cadavid               |  |
| 14    | DEF   | Felipe Banguero              |  |
| 23    | MED   | David Macalister Silva 77'   |  |
| 20    | MED   | Juan Guillermo Domínguez 70' |  |
| 22    | MED   | Jhon Duque                   |  |
| 13    | MED   | Harold Santiago Mosquera 87' |  |
| 9     | DEL   | Duvier Riascos               |  |
| 7     | DEL   | Ayron del Valle              |  |
| D. T. | D. T. | Miguel Ángel Russo           |  |

| 10 | MED | Omar Pérez          | 69' |
| 5  | DEF | Juan David Valencia | 72' |
| 13 | MED | Sebastián Salazar   | 75' |

| 2  | DEF | Anier Figueroa | 70' |
| 17 | MED | Henry Rojas    | 77' |
| 26 | DEF | Janeiler Rivas | 87' |

| 32' · 83' | Wilson Morelo | 1-0 2-1 |

| 53' · 85' | Andrés Cadavid · Henry Rojas | 1-1 2-2 |

| 88' · 90+2' | Andrés Cadavid Nicolás Vikonis |

| Principal  | Wilmar Roldán       |
| Asistentes | Alexander Guzmán    |
|            | Cristian de La Cruz |
| Cuarto     | Bismarks Santiago   |

|  |                    |       |       |
|  | Tiros              | 10    | 15    |
|  | Tiros a puerta     | 3     | 3     |
|  | Faltas             | 17    | 17    |
|  | Saques de esquina  | 4     | 6     |
|  | Fueras de juego    | 3     | 3     |
|  | Posesión del balón | 56,8% | 43,2% |

| 1     | POR   | Róbinson Zapata     |  |
| 2     | DEF   | Víctor Giraldo 69'  |  |
| 15    | DEF   | Héctor Urrego       |  |
| 6     | DEF   | William Tesillo     |  |
| 23    | DEF   | Dairon Mosquera     |  |
| 17    | MED   | Juan Daniel Roa     |  |
| 30    | MED   | Yeison Gordillo 75' |  |
| 14    | MED   | Baldomero Perlaza   |  |
| 11    | DEL   | Anderson Plata      |  |
| 19    | DEL   | Wilson Morelo       |  |
| 20    | DEL   | Jhon Pajoy 72'      |  |
| D. T. | D. T. | Gregorio Pérez      |  |

| 27    | POR   | Nicolás Vikonis              |  |
| 18    | DEF   | Jair Palacios                |  |
| 24    | DEF   | Matías De Los Santos         |  |
| 5     | DEF   | Andrés Cadavid               |  |
| 14    | DEF   | Felipe Banguero              |  |
| 23    | MED   | David Macalister Silva 77'   |  |
| 20    | MED   | Juan Guillermo Domínguez 70' |  |
| 22    | MED   | Jhon Duque                   |  |
| 13    | MED   | Harold Santiago Mosquera 87' |  |
| 9     | DEL   | Duvier Riascos               |  |
| 7     | DEL   | Ayron del Valle              |  |
| D. T. | D. T. | Miguel Ángel Russo           |  |

| 10 | MED | Omar Pérez          | 69' |
| 5  | DEF | Juan David Valencia | 72' |
| 13 | MED | Sebastián Salazar   | 75' |

| 2  | DEF | Anier Figueroa | 70' |
| 17 | MED | Henry Rojas    | 77' |
| 26 | DEF | Janeiler Rivas | 87' |

| 32' · 83' | Wilson Morelo | 1-0 2-1 |

| 53' · 85' | Andrés Cadavid · Henry Rojas | 1-1 2-2 |

| 88' · 90+2' | Andrés Cadavid Nicolás Vikonis |

| Principal  | Wilmar Roldán       |
| Asistentes | Alexander Guzmán    |
|            | Cristian de La Cruz |
| Cuarto     | Bismarks Santiago   |

|  |                    |       |       |
|  | Tiros              | 10    | 15    |
|  | Tiros a puerta     | 3     | 3     |
|  | Faltas             | 17    | 17    |
|  | Saques de esquina  | 4     | 6     |
|  | Fueras de juego    | 3     | 3     |
|  | Posesión del balón | 56,8% | 43,2% |

| 1     | POR   | Róbinson Zapata     |  |
| 2     | DEF   | Víctor Giraldo 69'  |  |
| 15    | DEF   | Héctor Urrego       |  |
| 6     | DEF   | William Tesillo     |  |
| 23    | DEF   | Dairon Mosquera     |  |
| 17    | MED   | Juan Daniel Roa     |  |
| 30    | MED   | Yeison Gordillo 75' |  |
| 14    | MED   | Baldomero Perlaza   |  |
| 11    | DEL   | Anderson Plata      |  |
| 19    | DEL   | Wilson Morelo       |  |
| 20    | DEL   | Jhon Pajoy 72'      |  |
| D. T. | D. T. | Gregorio Pérez      |  |

| 27    | POR   | Nicolás Vikonis              |  |
| 18    | DEF   | Jair Palacios                |  |
| 24    | DEF   | Matías De Los Santos         |  |
| 5     | DEF   | Andrés Cadavid               |  |
| 14    | DEF   | Felipe Banguero              |  |
| 23    | MED   | David Macalister Silva 77'   |  |
| 20    | MED   | Juan Guillermo Domínguez 70' |  |
| 22    | MED   | Jhon Duque                   |  |
| 13    | MED   | Harold Santiago Mosquera 87' |  |
| 9     | DEL   | Duvier Riascos               |  |
| 7     | DEL   | Ayron del Valle              |  |
| D. T. | D. T. | Miguel Ángel Russo           |  |

| 10 | MED | Omar Pérez          | 69' |
| 5  | DEF | Juan David Valencia | 72' |
| 13 | MED | Sebastián Salazar   | 75' |

| 2  | DEF | Anier Figueroa | 70' |
| 17 | MED | Henry Rojas    | 77' |
| 26 | DEF | Janeiler Rivas | 87' |

| 32' · 83' | Wilson Morelo | 1-0 2-1 |

| 53' · 85' | Andrés Cadavid · Henry Rojas | 1-1 2-2 |

| 88' · 90+2' | Andrés Cadavid Nicolás Vikonis |

| Principal  | Wilmar Roldán       |
| Asistentes | Alexander Guzmán    |
|            | Cristian de La Cruz |
| Cuarto     | Bismarks Santiago   |

|  |                    |       |       |
|  | Tiros              | 10    | 15    |
|  | Tiros a puerta     | 3     | 3     |
|  | Faltas             | 17    | 17    |
|  | Saques de esquina  | 4     | 6     |
|  | Fueras de juego    | 3     | 3     |
|  | Posesión del balón | 56,8% | 43,2% |

| 1     | POR   | Róbinson Zapata     |  |
| 2     | DEF   | Víctor Giraldo 69'  |  |
| 15    | DEF   | Héctor Urrego       |  |
| 6     | DEF   | William Tesillo     |  |
| 23    | DEF   | Dairon Mosquera     |  |
| 17    | MED   | Juan Daniel Roa     |  |
| 30    | MED   | Yeison Gordillo 75' |  |
| 14    | MED   | Baldomero Perlaza   |  |
| 11    | DEL   | Anderson Plata      |  |
| 19    | DEL   | Wilson Morelo       |  |
| 20    | DEL   | Jhon Pajoy 72'      |  |
| D. T. | D. T. | Gregorio Pérez      |  |

| 27    | POR   | Nicolás Vikonis              |  |
| 18    | DEF   | Jair Palacios                |  |
| 24    | DEF   | Matías De Los Santos         |  |
| 5     | DEF   | Andrés Cadavid               |  |
| 14    | DEF   | Felipe Banguero              |  |
| 23    | MED   | David Macalister Silva 77'   |  |
| 20    | MED   | Juan Guillermo Domínguez 70' |  |
| 22    | MED   | Jhon Duque                   |  |
| 13    | MED   | Harold Santiago Mosquera 87' |  |
| 9     | DEL   | Duvier Riascos               |  |
| 7     | DEL   | Ayron del Valle              |  |
| D. T. | D. T. | Miguel Ángel Russo           |  |

| 10 | MED | Omar Pérez          | 69' |
| 5  | DEF | Juan David Valencia | 72' |
| 13 | MED | Sebastián Salazar   | 75' |

| 2  | DEF | Anier Figueroa | 70' |
| 17 | MED | Henry Rojas    | 77' |
| 26 | DEF | Janeiler Rivas | 87' |

| 32' · 83' | Wilson Morelo | 1-0 2-1 |

| 53' · 85' | Andrés Cadavid · Henry Rojas | 1-1 2-2 |

| 88' · 90+2' | Andrés Cadavid Nicolás Vikonis |

| Principal  | Wilmar Roldán       |
| Asistentes | Alexander Guzmán    |
|            | Cristian de La Cruz |
| Cuarto     | Bismarks Santiago   |

|  |                    |       |       |
|  | Tiros              | 10    | 15    |
|  | Tiros a puerta     | 3     | 3     |
|  | Faltas             | 17    | 17    |
|  | Saques de esquina  | 4     | 6     |
|  | Fueras de juego    | 3     | 3     |
|  | Posesión del balón | 56,8% | 43,2% |

## Campeón
Campeón
Millonarios
Decimoquinto título 

## Reacciones

### Partido de ida
"Millonarios fue justo ganador. Es cierto que estamos un gol abajo, pero no es una gran diferencia y podemos remontar. Ahora tenemos que trabajar sobre errores que cometimos y fortalecer las virtudes. Que toda la hinchada hubiera sido azul, no es motivo para decir que nos afectó. Depende de nosotros poder contrarrestar este resultado".
Gregorio Pérez, director técnico de Independiente Santa Fe.

"Nos esperan otros 90 minutos, debemos tomar todo con mucha calma y tranquilidad. Respetamos al rival, pero confiamos en nosotros. Creo mucho en mi grupo, fue una prueba difícil, de carácter, y pudimos convertir y ganar. Pero son 180 minutos y esto no termina hoy. Es importante el resultado, me gusta, pero falta mucho".
Miguel Ángel Russo, director técnico de Millonarios.

### Partido de vuelta
"Este escudo merecía limpiarse de muchas cosas que venían del pasado, muchas personas que con sus malos actos mancharon esta institución. Nosotros, como equipo, queremos pedir perdón por todo eso que pasó atrás y ofrecer un mensaje de amor y de paz a toda Colombia".
Nicolás Vikonis, arquero de Millonarios.

"Luchamos para esto, para darle alegría a todo este equipo, gracias a todos los que han estado ahí, a mi papá. Mi esposa, mi bebe. Que h... alegría".
Andrés Cadavid, defensor central y capitán de Millonarios.

"Nadamos, nadamos y nos quedamos en la orilla. Desde que arrancamos el torneo, siempre fuimos primeros, siempre luchando, siempre tratamos de irnos superando para conquistar el sueño, que hoy se nos fue".
Gregorio Pérez, director técnico de Independiente Santa Fe.

"Millonarios es un club grande y siempre tienes que estar entre los cuatro primeros y esto no se hace solo, se hace con la ayuda de todos".
Miguel Ángel Russo, director técnico de Millonarios.

### Medios de comunicación
"¡Millonarios ganó su estrella 15 en el duelo bogotano contra Santa Fe, en el clásico más importante de toda la historia! ¡Campeón en una final directa! Campeón como nunca".
Gabriel Meluk, editor de deportes del periódico El Tiempo.

"A propósito de Russo: Supo capitalizar un equipo con las armas cortas que le dieron, les metió en su cabeza (a los jugadores) que eran capaces. El famoso 'sí se puede' creo que le viene bien a Millonarios".
Claudia Helena Hernández, periodista del diario digital AS Colombia.

"Fracasando y volviendo a intentar, Russo logró lo impensado, fue de a poco, dejando rivales, sumando fechas de invicto (Millonarios terminó el semestre con 14 jornadas sin conocer la derrota) y quedándose con un nuevo título".
Camilo Amaya, periodista de deportes del periódico El Espectador.

## Orden público
Debido a que era la primera ocasión en que había una final entre los dos equipos tradicionales de Bogotá, las autoridades dispusieron de un plan especial de seguridad para la ciudad, con operativos en varios sectores de la ciudad para evitar enfrentamientos, 1.200 efectivos de la policía en cada partido, y ampliación del servicio de transporte público TransMilenio hasta las 11 de la noche.
Para el partido de vuelta, si Santa Fe era campeón haría su celebración en el Estadio Nemesio Camacho El Campín, pero si el vencedor era Millonarios la fiesta sería en el Parque Simón Bolívar, sin la presencia de barras bravas, que fue lo que finalmente ocurrió.
Posterior a las celebraciones la Policía Nacional confirmó que hubo tres personas fallecidas, dos de ellas por riñas entre barristas, y 1.200 personas conducidas a la Unidad Permanente de Justicia (UPJ) por violar la ley seca. Sin embargo, las muertes violentas no fueron asociadas directamente con el desarrollo de la final.

## Datos adicionales
- Millonarios logró su estrella[n 1] número 15, quedando a un solo título del club con más conquistas en la Primera A, Atlético Nacional.[43]
- Es el segundo título en dos finales que ha disputado Millonarios en torneos cortos (2012-2017), cortando una racha de cinco años sin ser campeón.[43]
- El goleador de Millonarios durante la campaña fue Ayron del Valle con 11 goles, siendo uno de los cuatro máximos anotadores del Torneo Finalización 2017.[n 12][44]
- El asistente técnico de Millonarios, Hugo Gottardi, ganó su primer título en Colombia contra el equipo donde es ídolo, Santa Fe[45]
- La final capitalina hizo que Bogotá se consolidara como la ciudad con más títulos de fútbol en Colombia con un total de 24, seguido de Cali y Medellín con 22 cada una.[46]